# Kåre Bergstrøm
Kåre Bergstrøm, född 3 februari 1911 i Oslo, död 24 juni 1976, var en norsk filmregissör, filmfotograf och manusförfattare.
Bergstrøm började sin karriär som ljudassistent i Leif Sindings filmer De värnlösa (1939) och Tante Pose (1940). På 1940-talet började han som filmfotograf och debuterade som sådan i Tancred Ibsens Tørres Snørtevold 1940. Han regidebuterade 1952 med Andrine og Kjell som nominerades till Guldlejonet vid Venedigs filmfestival samma år. Han regisserade sammanlagt sju filmer 1952–1970.

## Filmografi

### Filmfoto
- 1940 – Tørres Snørtevold
- 1941 – Den forsvundne pølsemaker
- 1941 – Hansen og Hansen
- 1941 – Gullfjellet
- 1942 – Herre med mustasch
- 1942 – Nordlandets våghals
- 1942 – Den farlige leken
- 1942 – Det æ'kke te å tru
- 1943 – Sangen til livet
- 1945 – Rikard Nordraak
- 1946 – To liv
- 1946 – Et spøkelse forelsker seg
- 1948 – Hvor fartøy flyte kan
- 1948 – Den hemlighetsfulla våningen
- 1949 – Kärleken blir din död
- 1950 – To mistenkelige personer
- 1955 – Polisen efterlyser

### Ljudassistent
- 1939 – De värnlösa
- 1940 – Tante Pose

### Manus
- 1951 – Dei svarte hestane
- 1952 – Andrine og Kjell
- 1956 – På solsiden
- 1958 – De dødes tjern

### Regi
- 1952 – Andrine og Kjell
- 1952 – Det kunne vært deg
- 1955 – Den blodiga vägen
- 1958 – De dødes tjern
- 1961 – Hans Nielsen Hauge
- 1964 – Klokker i måneskinn
- 1970 – Bjurra